# Mariä Himmelfahrt (Vachendorf)

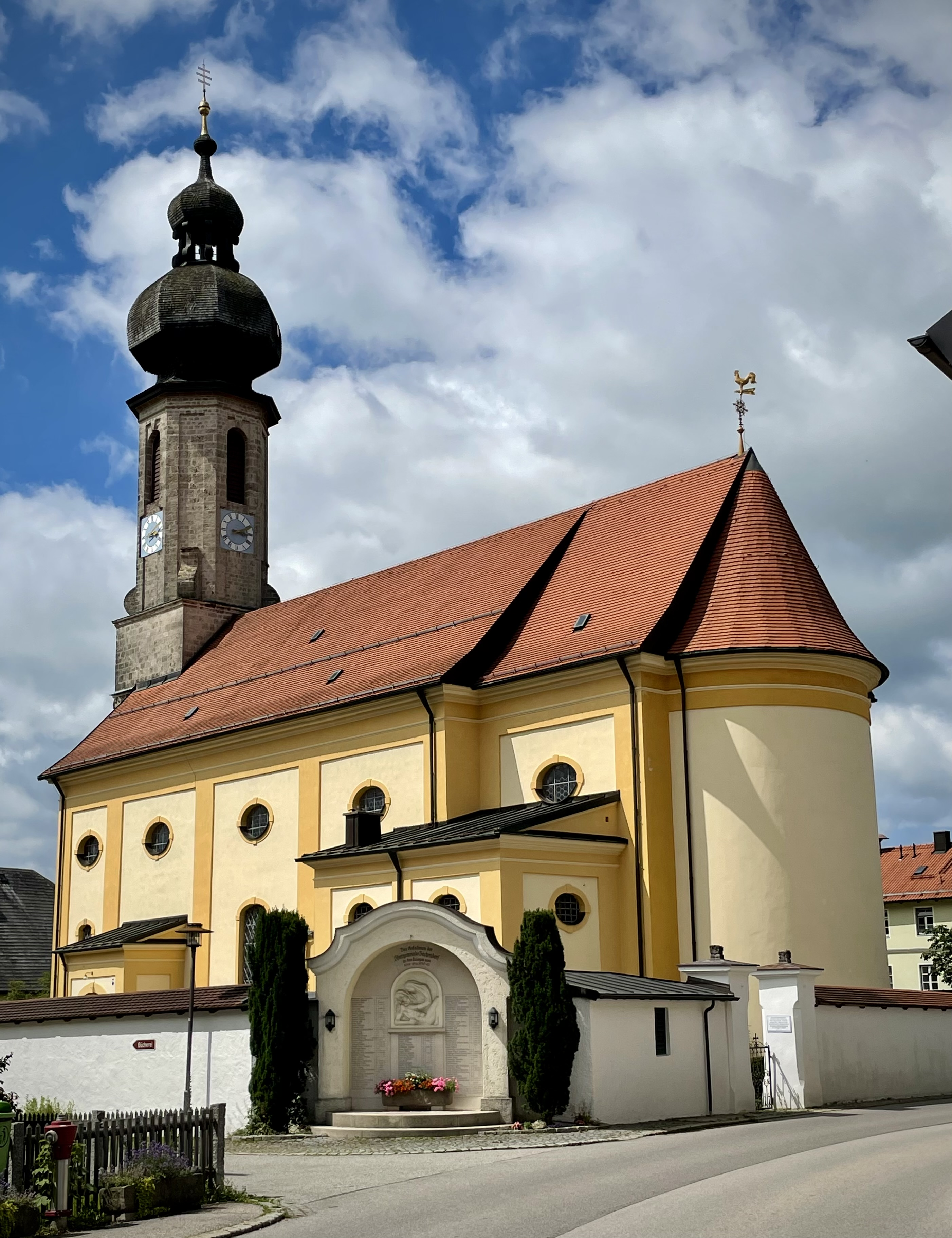
Pfarrkirche Mariä Himmelfahrt mit Kriegerdenkmal

Die Pfarrkirche Mariä Himmelfahrt ist eine römisch-katholische Kirche in der Gemeinde Vachendorf im oberbayerischen Landkreis Traunstein. Die Pfarrei gehört zum Dekanat Traunstein im Erzbistum München und Freising.

## Geschichte der Pfarrei
Die Ortschaft Vachendorf wurde wie einige andere Orte in der näheren Umgebung im Jahr 790 in den Breves Notitiae erstmals urkundlich erwähnt. Die erste urkundliche Bezeugung der Pfarrei Vachendorf erfolgte zwischen 1188 und 1191.
Die Pfarrei Vachendorf war im Mittelalter eine große und bedeutende Pfarrei. Sie gehörte zum Archidiakonat Baumburg und umfasste weite Teile des südöstlichen Chiemgaus, darunter Vachendorf, Siegsdorf, Bergen, Inzell und Ruhpolding (Miesenbach). Bereits im Jahr 1191 wurde die Kapelle in Inzell durch Erzbischof Adalbert III. dem Augustiner-Chorherrenstift St. Zeno übereignet. Die Pfarrei Vachendorf wurde mitsamt den Filialkirchen vom selben Erzbischof im Jahr 1198 dem Domkapitel Salzburg übertragen. Ruhpolding mit St. Georg (Ruhpolding), Filialkirche St. Valentin in Zell und Wallfahrtskirche Maria Schnee in Urschlau wurde 1811 selbständige Pfarrei. 1812 folgte Siegsdorf mit der Pfarrkirche St. Maria, St. Peter und Paul (heute abgegangen) in Untersiegsdorf, St. Maria in Adelholzen, Maria Eck und der Filialkirche St. Johann in Vogling. Als letzte dieser neuen Pfarreien wurde St. Ägidius (Bergen) im Jahre 1842 selbstständig und somit ist die Pfarrei Vachendorf heute auf einen Bruchteil ihrer einstigen Größe zusammengeschmolzen. Bis 1816 war die Pfarrei der Erzdiözese Salzburg angehörig.

## Vorgängerbau der heutigen Kirche

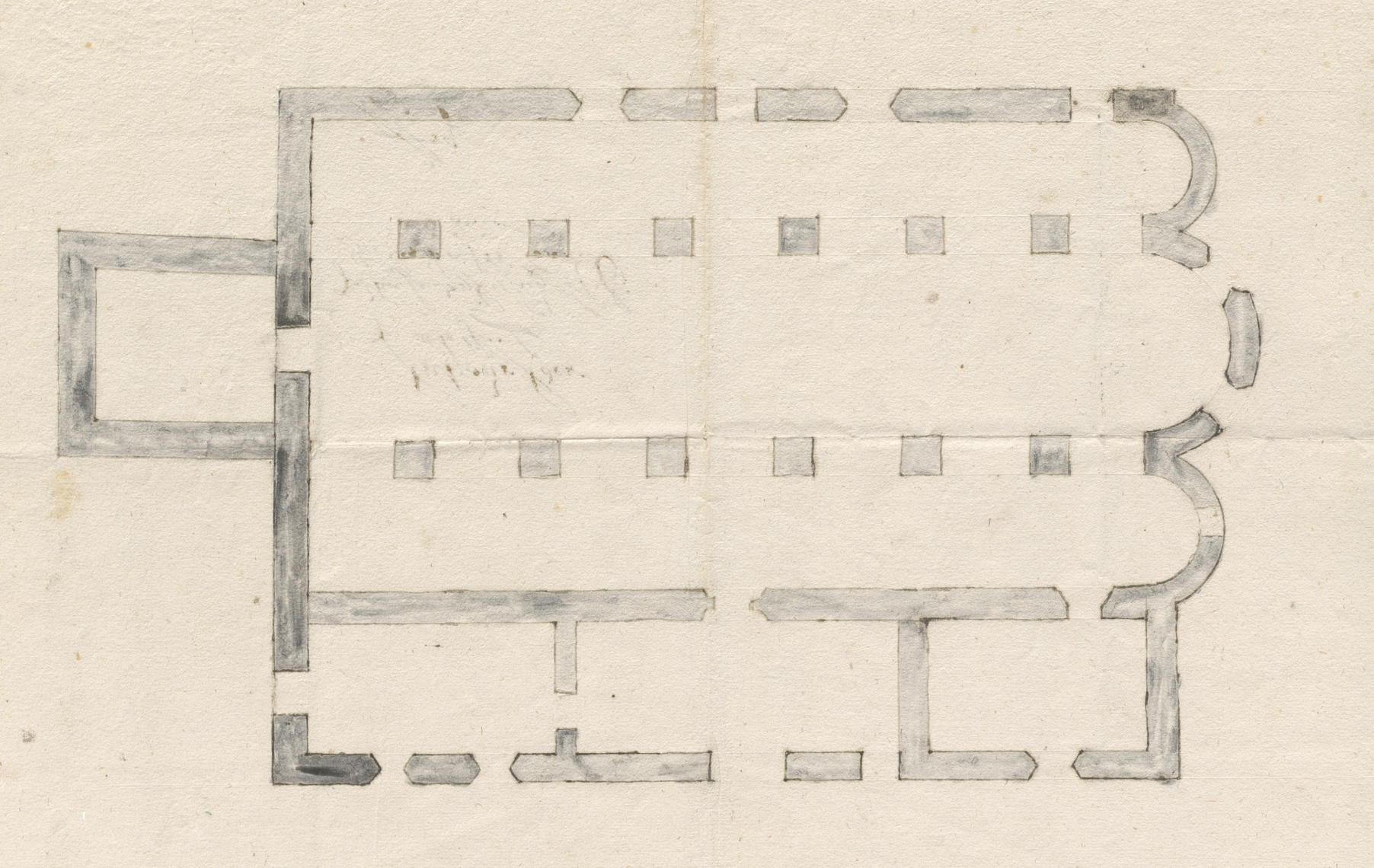
Grundriss der romanischen Pfeilerbasilika Vachendorf von Lorenzo Sciasca, 1678

Durch einen erhalten gebliebenen Grundriss von Lorenzo Sciasca, dem Baumeister der heutigen Kirche, ist bekannt, dass es sich bei dem mittelalterlichen Vorgängerbau um eine siebenjochige, dreischiffige romanische Pfeilerbasilika gehandelt hat. Die drei Schiffe waren jeweils mit einer Apsis versehen. Für eine Dorfkirche war bereits dieser Vorgängerbau von beträchtlicher Größe. Der im Westen befindliche spätgotische Turm wurde im Gegensatz zum übrigen Gebäude im Zuge des Neubaus 1680 nicht abgebrochen, sondern blieb bis heute erhalten. Der Turm besteht aus großen Nagelfluhquadern, wie es für die Region typisch ist.

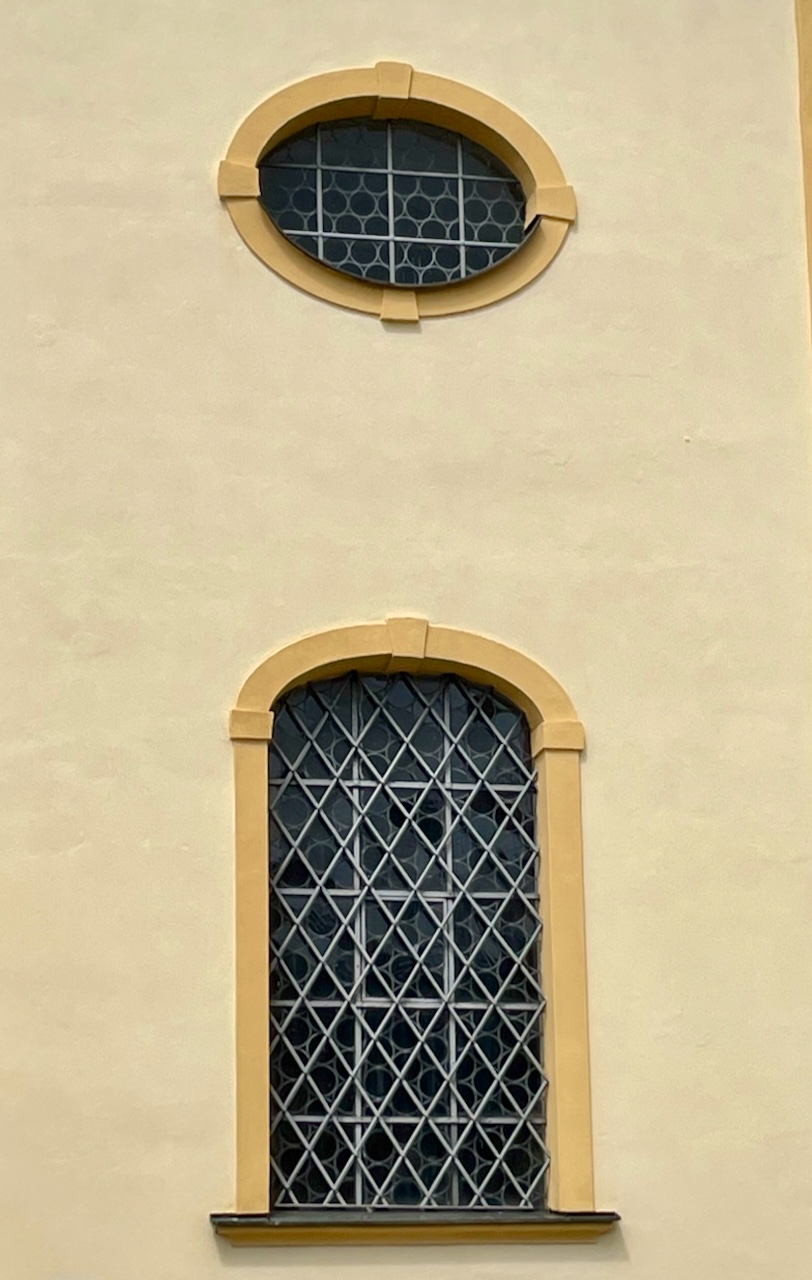
Querovales Ochsenauge über dem Fenster

## Architektur
Die heutige frühbarocke Kirche wurde im Wesentlichen 1680 bis 1682 unter dem Baumeister Lorenzo Sciasca aus Graubünden errichtet. Ursprünglich war der kurfürstliche Hofbaumeister Kaspar Zuccalli mit dem Bau beauftragt worden. Als dieser jedoch früh verstarb, übernahm der „Palier“ Lorenzo Sciasca, der zu dieser Zeit mit der Ausführung der Domstiftskirche Herrenchiemsee („Inseldom“) beschäftigt war, die Ausführung des Neubaus. Es handelt sich dabei um ein Langhaus mit drei Jochen, das von einer halbrunden Apsis abgeschlossen wird. Das Stichkappengewölbe ruht auf kräftigen Wandpfeilern, auf denen sich stirnseitig Pilaster befinden. Horizontal ist die Kirche durch ein kräftig ausgeprägtes, umlaufendes Kranzgebälk gegliedert. Über den großen Fenstern befinden sich für Lorenzo Sciasca typische querovale Ochsenaugen. An der Südseite des Presbyteriums befindet sich das Sakristeiportal aus Rotmarmor (Ruhpoldinger Marmor).
1725 wurde der gotische Spitzhelm des Turms nach Plänen des Maurermeisters Balthasar Fux aus Siegsdorf durch eine barocke Haube ersetzt.
Nach dem Kirchenbrand 1891 wurde das einsturzgefährdete Gewölbe erneuert, dabei wurden die Außenmauern um 58 cm erhöht. Auch der Turm hatte durch den Brand großen Schaden genommen. Deshalb wurden die oberen Turmgeschosse abgetragen und der Turm neu aufgebaut. Er wurde dabei erhöht und der Helm wurde reicher und ausladender gestaltet. Die Stuckatur am Deckengewölbe entstand im Jahr 1892 und Max Fürst aus Traunstein malte 1894/95 die Deckengemälde ein zweites Mal, nachdem seine ersten Gemälde durch den Kirchenbrand zerstört worden waren.

## Ausstattung
Die drei Altäre sowie die Kanzel stammen aus der Erbauungszeit der Kirche, sind also ebenfalls frühbarock. Sie wurden von Traunsteiner Meistern geschaffen und sind seit 1954 wieder wie ursprünglich in Schwarz und Gold gefasst. 1708 wurde die erste Orgel angeschafft.

### Hauptaltar
Der Hauptaltar ist in dreiteiligem Triumphbogenschema gestaltet. Als Vorbild diente damals der Hochaltar der Domstiftskirche Herrenchiemsee. Der Maler des Altarbildes „Aufnahme Mariens in den Himmel“ ist unbekannt. In der Fastenzeit wird das Hauptbild durch die „Kreuzabnahme“ des einheimischen Malers Johann Baptist Neumüller ersetzt. Von diesem stammen auch die 14 Kreuzwegstationen. Das Oberbild „Heilige Dreifaltigkeit“ ist von Johann Wurzer aus Salzburg 1821/22 entstanden. Die Seitenfiguren Hl. Rupert und Hl. Maximilian sind etwa 1675 von Georg Pämer aus Traunstein geschnitzt worden, ebenso wie die oberen Figuren Hl. Joachim und Hl. Joseph mit dem Kind und auch die beiden seitlichen Engel stammen von Pämer. Der Tabernakel wurde erst 1953 erworben.

### Nebenaltäre
Die beiden Nebenaltäre sind kleiner und einfacher gestaltet. Die beiden Hauptbilder links „Hl. Johannes Ev. auf Patmos“ und rechts „Steinigung des Hl. Stephanus“ sind von Ruprecht Schweindl, die Oberbilder musizierende Engel darstellend sind von Max Fürst. Georg Pämer schnitzte die Figuren: links die Heiligen Franziskus und Antonius sowie rechts die Heiligen Sebastian und Florian. Die Giebelengel stammen ebenfalls von ihm.
Auf der achteckigen Kanzel befinden sich Maria, die Evangelisten und David mit der Harfe. Den Schalldeckel bekrönt der Erzengel Michael als Seelenwäger.
Das Chorbogenkreuz um 1700 entstanden ist wiederum von Georg Pämer geschaffen worden.
Außerdem: Barockstatue des Hl. Joseph um 1700 vor dem rechten Seitenaltar, neugotischer Taufstein von 1891 unter der Empore, Schleifladenorgel von 1973/75 von Ludwig Wastlhuber, Mößling, Bruderschaftsbild vom Hl. Wandel, Künstler unbekannt über dem Sakristeieingang, Grabsteine von Pfarrherren im hinteren Teil des Kirchenschiffs, Votivbild vom alten Gnadenbild „Maria Vachendorf“ unter der Kanzel, Erinnerungstafel an den apostolischen Nuntius in München und Berlin Eugen Pacelli, den späteren Papst Pius XII., im Südeingang.

## Filialkirchen
- St. Georg am Berg, Alferting
- St. Margarethen, Einharting
- St. Jakobus, Bernhaupten

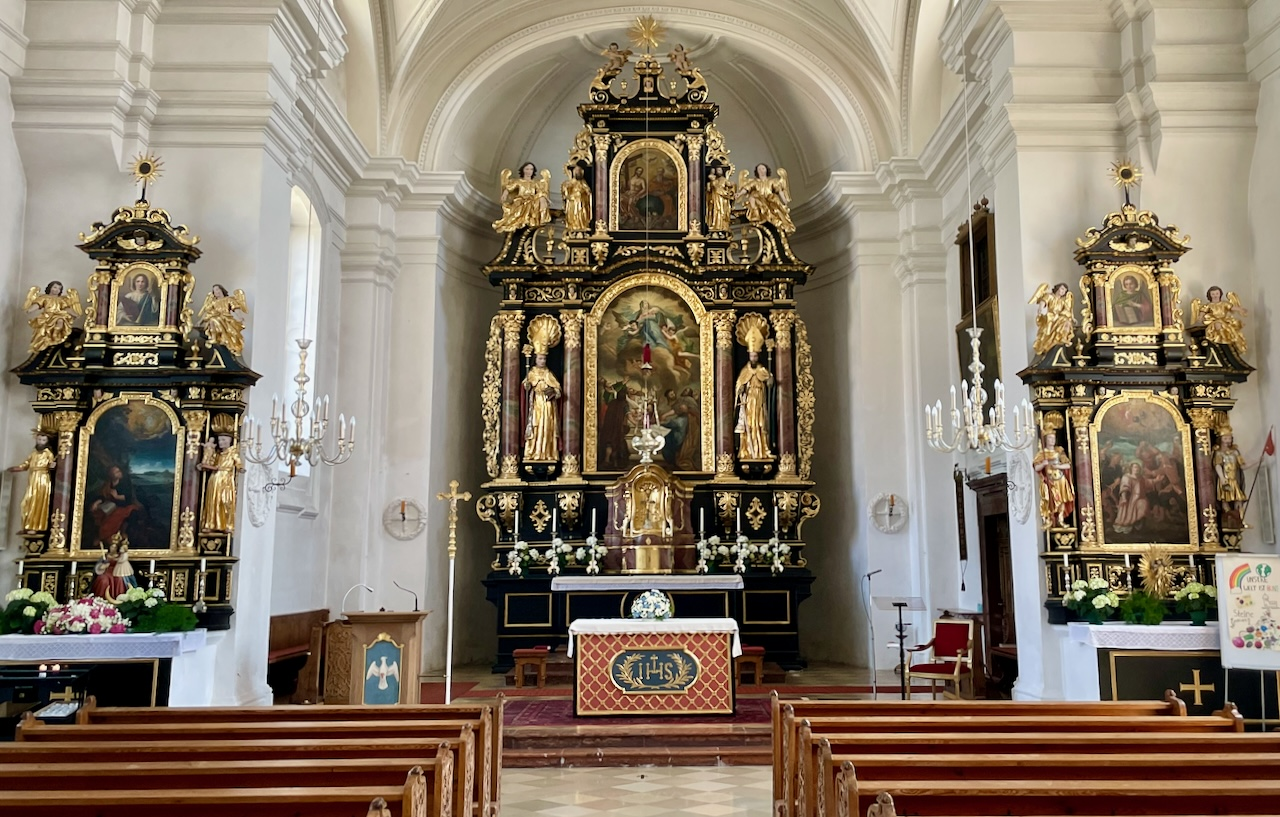
Gesamteindruck
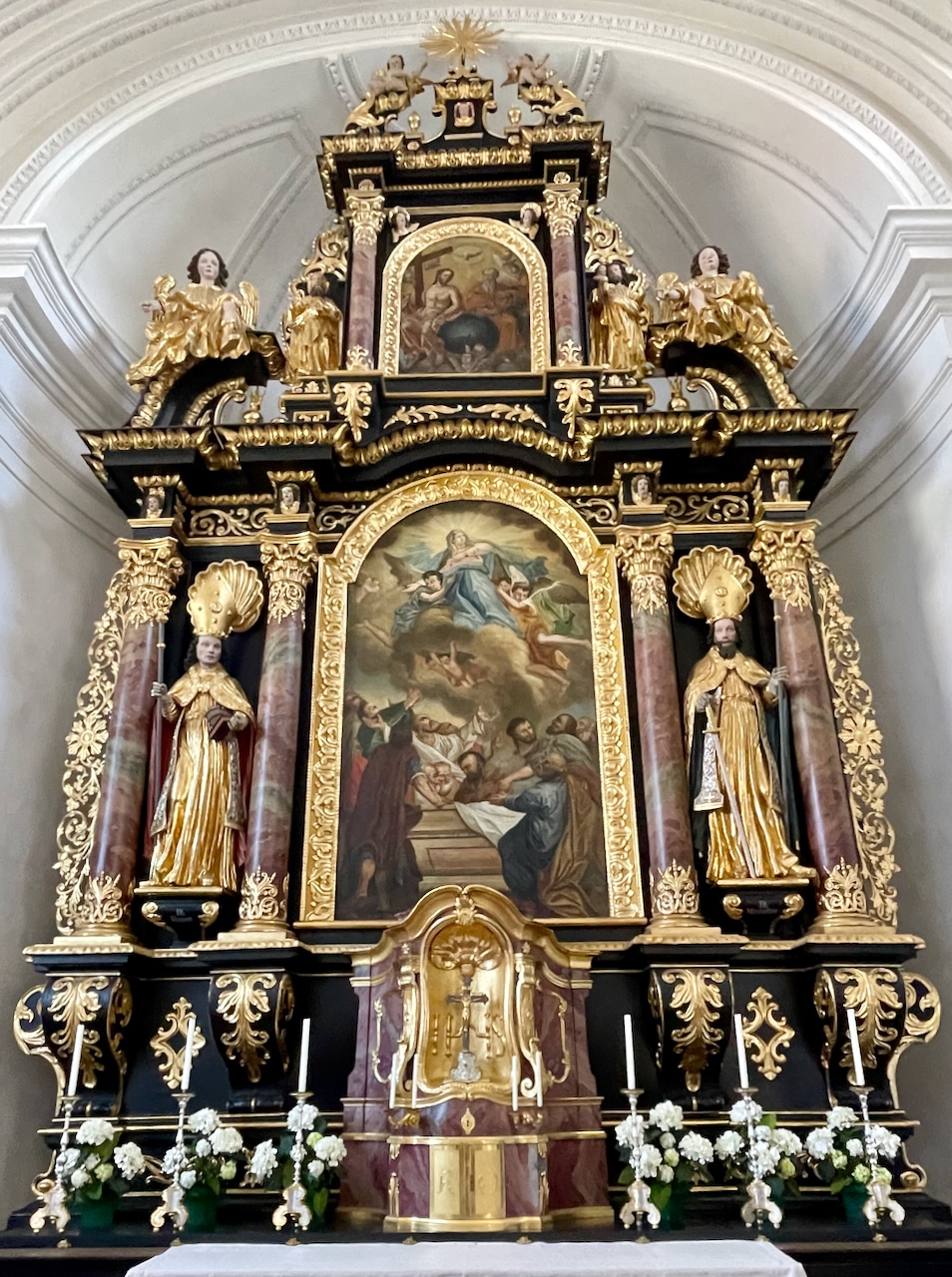
Hauptaltar
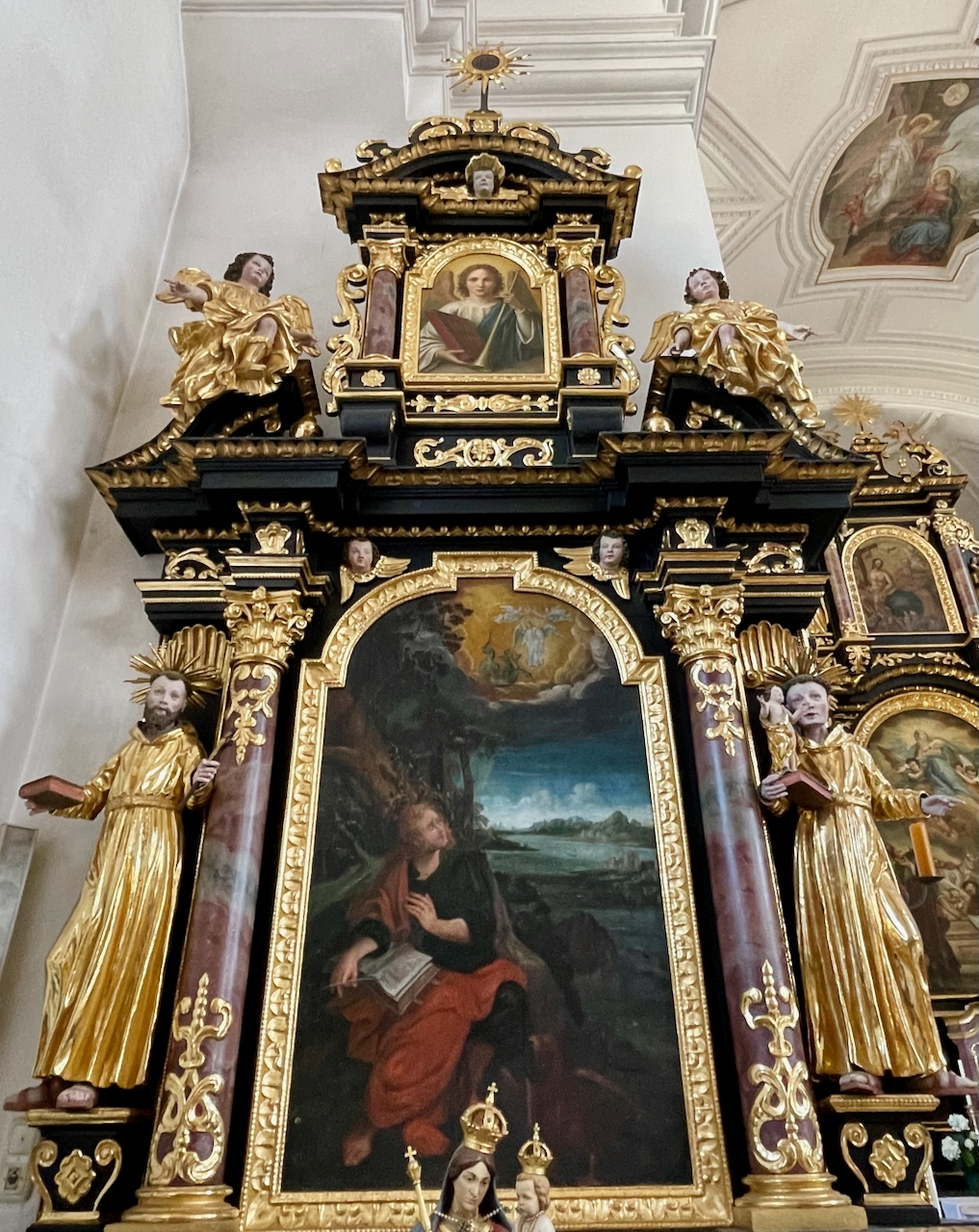
Linker Nebenaltar
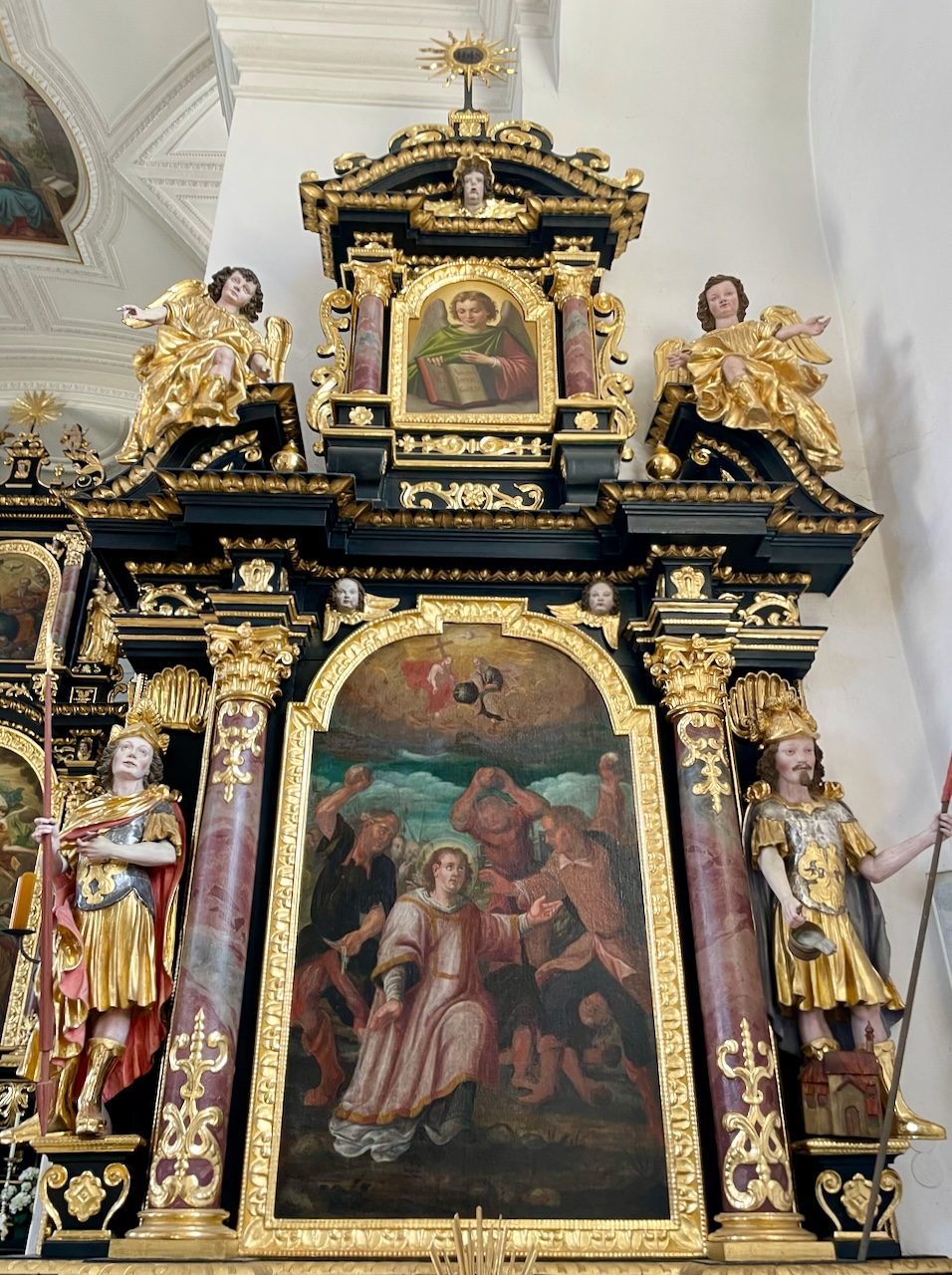
Rechter Nebenaltar
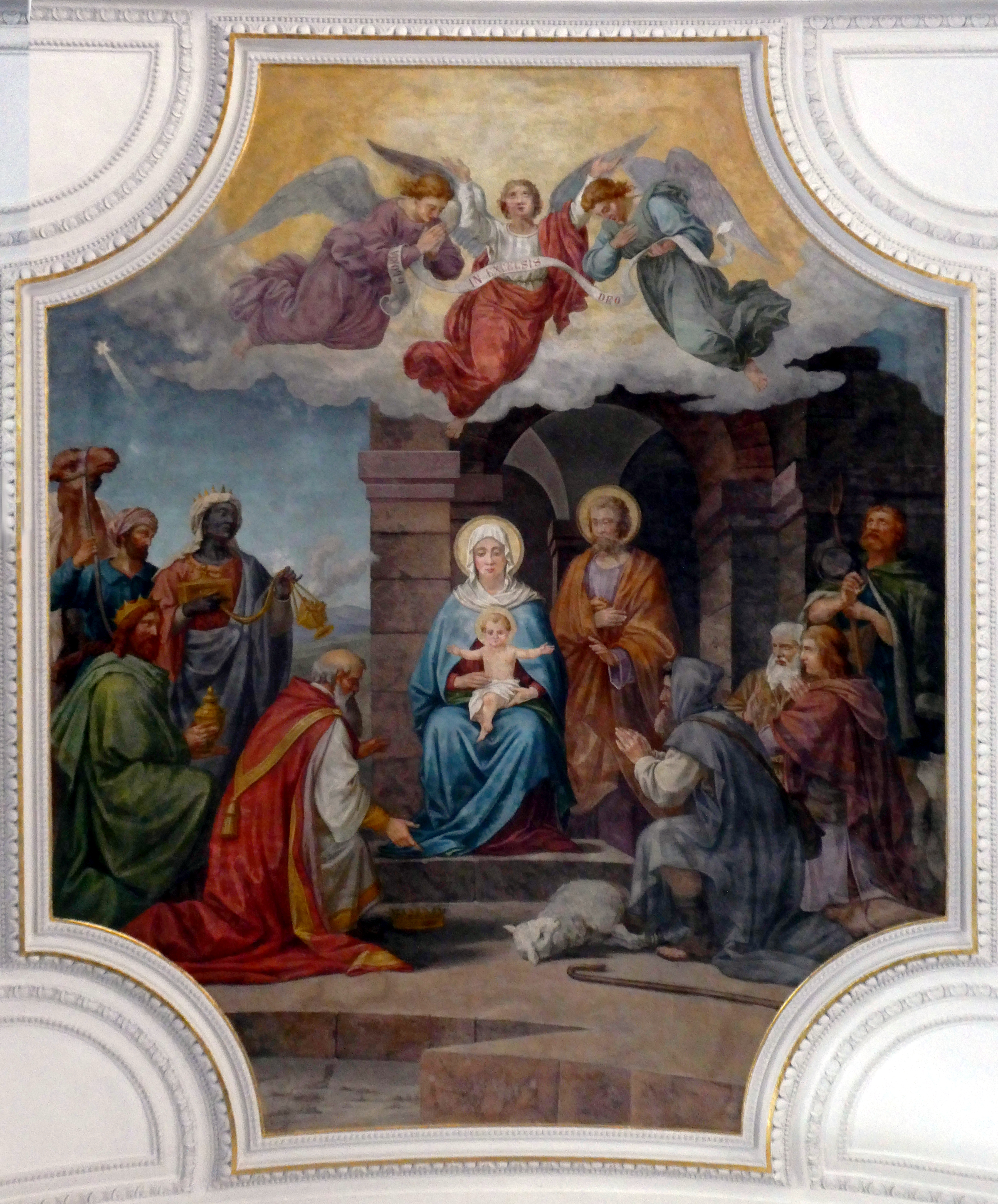
Deckenfresko